# Estallando desde el océano
«Estallando desde el océano» es la tercera canción del segundo álbum de estudio titulado Llegando los monos, perteneciente al grupo musical de Argentina Sumo.

## Interpretación y análisis de la letra
La letra de la canción fue escrita por Luca Prodan en inglés. Es un caso particular dado que posee dos alusiones muy distintas. En un pasaje, Prodan canta:

Over the hills, over the prairies, / down in the pampa, up in the tundra, / and in Paris in spring / And in old Peking / and in Katmandu / And in Xanadu / I’m bursting out of the ocean.
Luca Prodan

Traducción: Más allá de las colinas, más allá de las praderas, / abajo en la pampa, arriba en la tundra, / y en París en primavera. Y en la vieja Pekín / y en Katmandú. Y en Xanadú / estoy estallando desde el océano.
Explicación: En estos versos recrean el poema Kubla Khan (1797) — producto de un sueño alucinatorio experimentado por Coleridge después de haber consumido opio — en el cual aparece la descripción de un sitio maravilloso debajo del océano ubicado en lo que el poeta inglés llama el Xanadú oriental, donde Kubla Khan ordena construir un palacio.
Otro verso incluye la frase:

Gimme this and gimme that / I’ve got no need for your satin and tat / Gimme this, gimme that / I’ve got no need for your bipperty bipperty bopperty hat
Luca Prodan

Traducción:  Que dame esto, que dame aquello / No soporto tus disfuerzos / Que dame esto, que dame aquello / No soporto tu sombrero escandaloso y cheto
Explicación:  Estos versos remiten directamente a los del tema Queen Bitch de David Bowie, incluido en su álbum Hunky Dory (1971):

She’s so swishy in her satin and tat, / in her frock coat and bipperty-bopperty hat. / Oh God, I could do better than that.

Traducción:  Es tan atorrantita con sus disfuerzos / con esa levita y ese sombrero escandaloso. / Dios mío; yo me visto mejor.
Explicación:  Prodan usa en su experimento intertextual las construcciones inglesas satin and tat y bipperty-bopperty, que no tienen traducción directa al español. Bowie había tomado prestada la frase satin and tat de su profesor Lindsay Kemp — mentor teatral y coreógrafo de mimo, ritmos y movimientos suyo y de Kate Bush — para indicar la teatralidad de la vestimenta del personaje del que habla la canción; bipperty-bopperty es probablemente una creación lírica de Bowie como podría serlo de cualquier hablante nativo de inglés, tal como clippety-cloppety es una onomatopeya del sonido de los cascos de un caballo.

## Video musical
La canción cuenta con un video musical estrenado en 1989 en el cual se ve a una pareja durmiendo en una habitación de hotel. La mujer empaca sus pertenencias, rompe unas fotografías y se marcha; el hombre despierta, se percata de que la chica no está y se va en una motocicleta, posiblemente a buscarla.